# Riksglasskolan
Riksglasskolan är en svensk yrkesskola i Pukeberg i Glasriket, som ger glashantverkarutbildning med riksintag. Bland programmen ingår gymnasieskolans hantverksprogram, kvalificerad yrkesutbildning, utbildning för nordiska studenter samt uppdragsutbildning för studenter från hela världen.

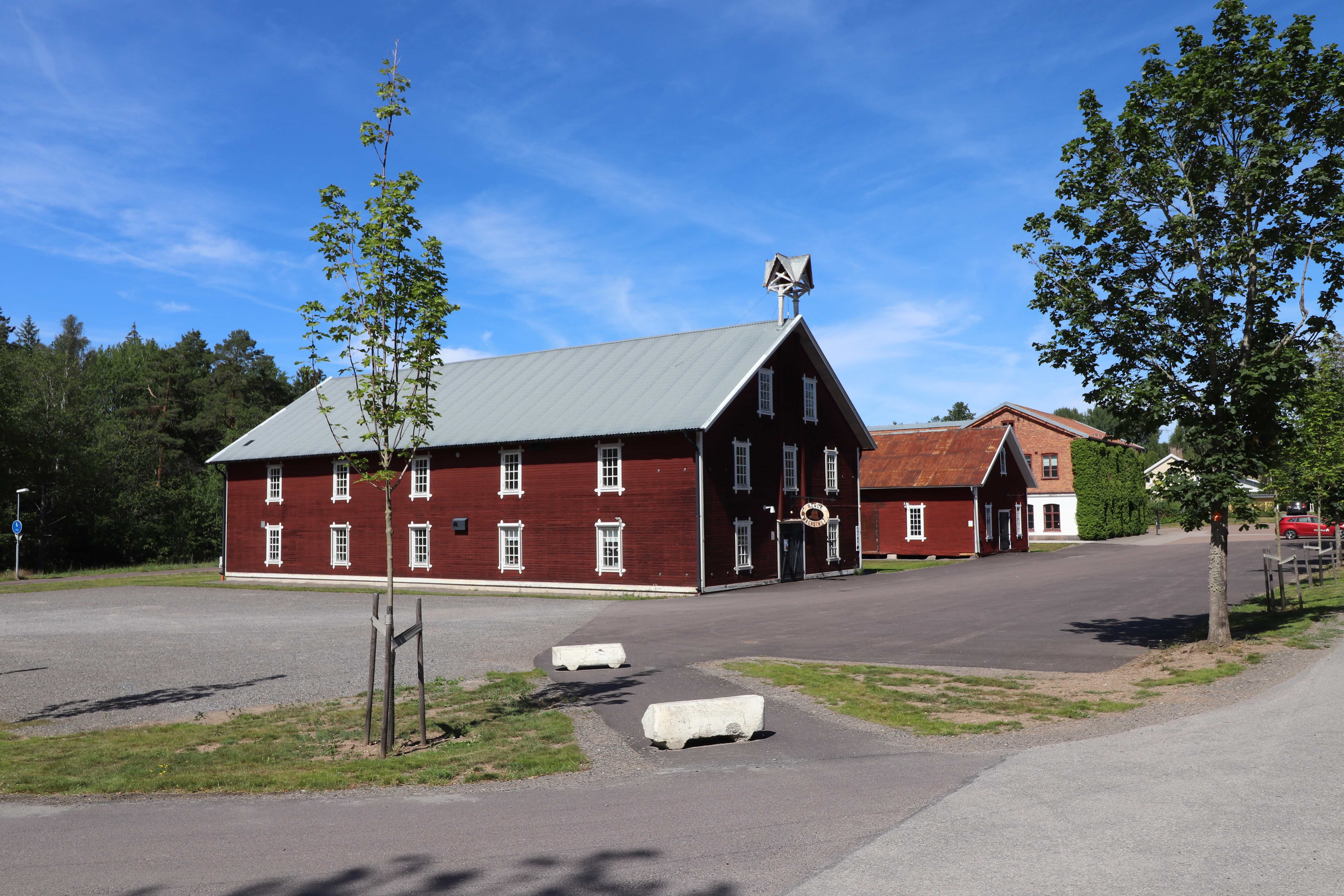
Riksglasskolan

## Historik
Fram till 1950-talet utbildades Glasrikets nya glasarbetare på arbetsplatsen. Blivande glasarbetare ”sölade” under rasterna i hyttan, vilket innebar att de tränade, misslyckades och tränade igen för att till slut lyckas med de olika momenten. 
Omkring 1960 startades vid Orrefors glasbruk en mer systematisk glasutbildning i regi av glasbruket, vars personal var instruktörer. Utbildningen bedrevs i samarbete med Nybro yrkesskola, som svarade för den teoretiska delen. Eleverna hade praktik fyra dagar i veckan och teori en dag.
Nybro kommun tog 1969 över ansvaret för glasskolan. Fram till 1979 låg glasskolan vid Orrefors glasbruk, och från 1979 i nya kommunlokaler i närheten av glasbruket. I december 2010 flyttade Riksglasskolan till Orrefors glasbruk, och efter nedläggningen av Orrefors glasbruk flyttade den 2014 till Pukeberg.

## Elever i urval
- Åsa Jungnelius
- Sara Mannheimer
- Fredrik Nielsen
- Anders Wingård
- Jan Winter Sokrates
- Ebba von Wachenfeldt
- Cornelia Senges